# Schule Willenberg 78

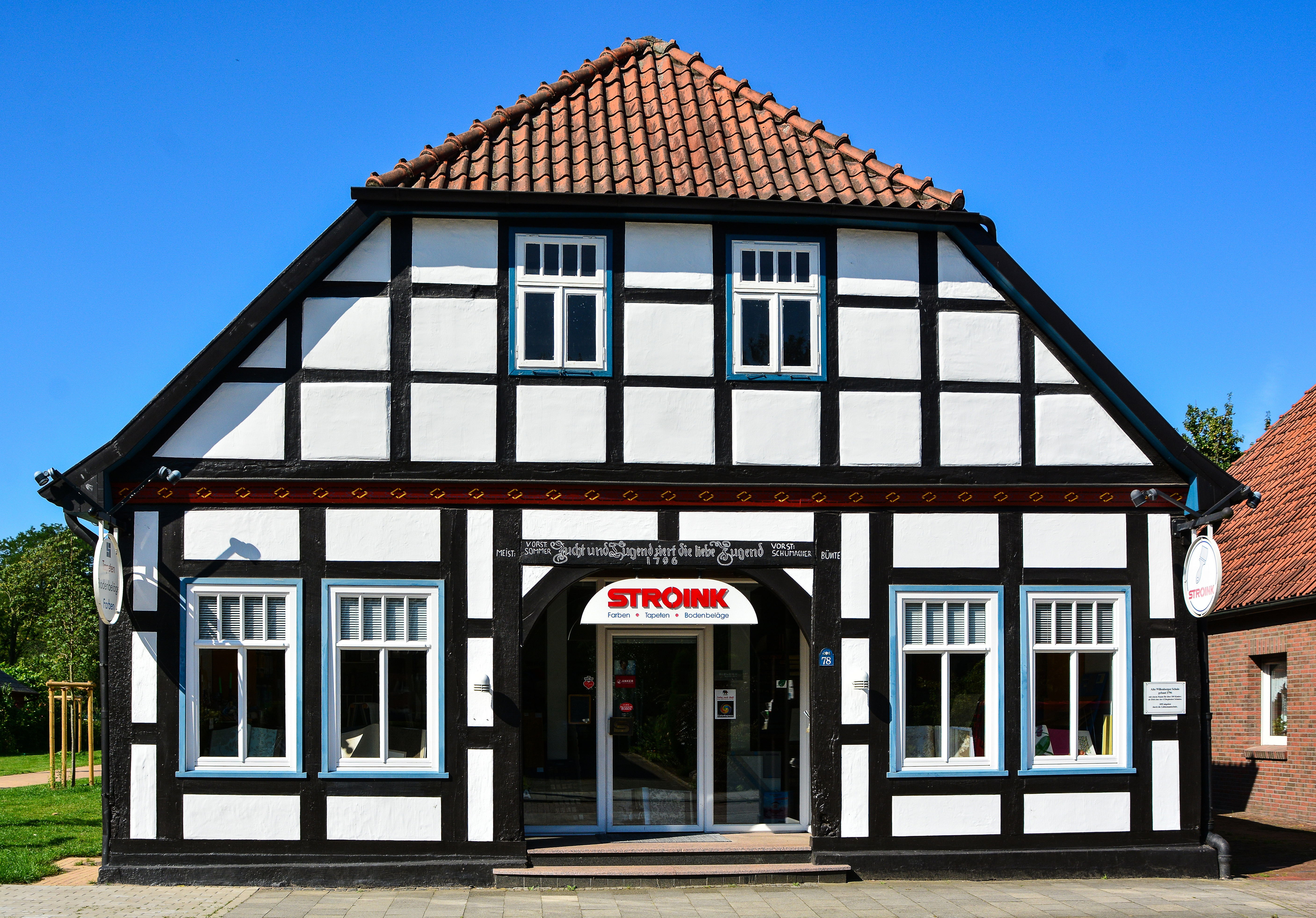
Alte Willenberger Schule

Die ehemalige Schule Willenberg 78 in Diepholz stammt vom 18. Jahrhundert. Aktuell (2023) wird sie von einem Malerfachbetrieb genutzt.
Das Gebäude steht unter Denkmalschutz (siehe auch Liste der Baudenkmale in Diepholz).

## Geschichte
Das eingeschossige Vierständer-Hallenhaus in Fachwerk mit verputzten Ziegelausfachungen und mit Krüppelwalmdach stammt von 1796 (Inschrift über der Tür).
Das Gebäude steht in einem Bereich vieler Fachwerkhäuser wie u. a. die Gruppe Wohn- und Wirtschaftsgebäude Willenberg. Unklar ist, wie lange es als Schulhaus genutzt wurde.
Das Landesdenkmalamt befand: „geschichtliche Bedeutung … durch beispielhafte Ausprägung eines Vierständer-Hallenhauses“.